# Corrado Colombo (calciatore)
Corrado Mario Colombo (Vimercate, 3 agosto 1979) è un ex calciatore italiano, di ruolo attaccante.

## Caratteristiche tecniche
Centravanti alto e abile nel gioco aereo, era più portato alla manovra e all'appoggio ai compagni che alla finalizzazione; la scarsa prolificità realizzativa ne ha caratterizzato l'intera carriera. Schierato occasionalmente da seconda punta, all'occorrenza è stato impiegato anche come esterno d'attacco.

## Carriera

### Club
Inizia la sua carriera nell'Atalanta, con cui vince il Campionato Primavera 1997-1998 realizzando 9 reti, tra cui una doppietta in semifinale contro il Milan e il gol decisivo nella finalissima contro la Roma. Esordisce in prima squadra in Serie B, nella stagione 1998-1999, segnando 3 reti in 20 incontri disputati.
Dopo aver iniziato la stagione 1999-2000 ancora nell'Atalanta, passa in prestito alla Pistoiese, essendo chiuso dal nuovo acquisto Claudio Caniggia. Pur impiegato con regolarità da Andrea Agostinelli, totalizza 2 reti in 26 partite, a cui si aggiunge quella realizzata nello spareggio-salvezza di andata contro il Cesena. Rientrato a Bergamo, viene ceduto in comproprietà all'Inter, come parziale contropartita nel passaggio di Nicola Ventola agli orobici. Con i nerazzurri esordisce in Coppa UEFA, realizzando un gol contro i polacchi del Ruch Chorzów, e in Serie A, il 1º ottobre 2000 in Reggina-Inter 2-1, subentrando a Robbie Keane. Nel mercato autunnale viene ceduto in prestito al Torino, con cui ottiene la promozione in Serie A.
Ritorna poi per una stagione all'Atalanta, nel campionato di Serie A 2001-2002; con gli orobici disputa 22 partite con un gol, a cui si aggiunge una rete in Coppa Italia contro la Juventus. Nel 2002 viene ceduto in comproprietà alla Sampdoria, con cui ottiene la promozione in Serie A: rimane tesserato per i liguri fino al 2006, e nel corso degli anni viene ceduto in prestito al Piacenza (in cambio di Giacomo Cipriani), al Livorno (come riserva di Igor Protti) e all'Ascoli. Nelle Marche disputa la prima parte della stagione 2005-2006, prima di essere richiamato alla Sampdoria per sostituire gli infortunati Emiliano Bonazzoli e Fabio Bazzani.
Nell'agosto 2006 la Sampdoria lo cede in comproprietà al Brescia, con cui disputa la prima parte del campionato di Serie B 2006-2007, senza mai andare a segno; nella sessione invernale del calciomercato si trasferisce allo Spezia, sempre in comproprietà. Con i liguri realizza 8 reti in 17 partite di campionato (sua miglior stagione in termini realizzativi in Serie B), e contribuisce alla salvezza dopo i play-out contro l'Hellas Verona.
Riconfermato anche per la stagione successiva, nel gennaio 2008 il Pisa acquista metà del suo cartellino e nella restante parte di stagione disputa 10 partite segnando un gol, oltre ad un'ulteriore marcatura nei play-off. Il 25 giugno successivo la squadra toscana riscatta l'intero cartellino dalla Sampdoria, per poi cederlo subito dopo l'inizio del campionato al Bari. Al termine della sessione di calciomercato invernale della stessa stagione viene escluso dalla lista dei giocatori consegnata alla Lega Calcio dall'allenatore Antonio Conte, a causa della mancata cessione di Rey Volpato al Piacenza; il 27 febbraio 2009, tuttavia, Volpato passa agli emiliani e Colombo viene reintegrato nella rosa. Con i pugliesi ottiene la sua terza promozione in Serie A, disputando 16 partite con 3 reti.
Il 31 agosto 2009 passa a titolo definitivo al Verona, formazione di Lega Pro Prima Divisione con cui realizza 3 reti nella stagione 2009-2010. Al termine del campionato rescinde il contratto e firma per lo Spezia, facendo così ritorno in Liguria dopo tre anni. Rimane agli aquilotti per una sola stagione, nella quale totalizza 27 presenze e 3 reti e indossa la fascia di capitano della squadra.
In scadenza di contratto con lo Spezia, il 25 agosto 2011 torna alla Pistoiese, in Serie D. Dopo aver segnato una rete in 7 partite, il 7 novembre rescinde consensualmente il contratto con la squadra arancione, a causa di contrasti con la dirigenza. Il 2 dicembre seguente firma con il Tuttocuoio, formazione militante nello stesso girone della Serie D; in soli sei mesi con la squadra neroverde (di cui è capitano) segna 12 reti, arrivando per la prima volta in carriera in doppia cifra. Nella stagione successiva ottiene con il Tuttocuoio la promozione in Lega Pro Seconda Divisione, vincendo il proprio girone di Serie D. Rimane coi neroverdi anche nella seguente stagione fra i professionisti dove non gioca nei primi mesi di campionato a causa della squalifica per il calcioscommesse e per i postumi di un infortunio: fa il suo debutto il 22 dicembre 2013 nella sconfitta 1-0 a Caserta.
Il 27 novembre 2015 rescinde, per motivi personali, il contratto che lo legava al club pisano fino al giugno seguente. Tre giorni dopo inizia ad allenarsi con la Pistoiese, per essere poi tesserato il 4 gennaio 2016. Il 18 giugno seguente rinnova per un'altra stagione con la squadra arancione. Al termine del campionato di Lega Pro 2016-2017, concluso con la salvezza, annuncia il proprio ritiro dal calcio giocato; nel luglio successivo, tuttavia, torna sui suoi passi e firma per il Quarrata, in Promozione.

### Nazionale
Dopo aver totalizzato 2 presenze nella Nazionale di calcio dell'Italia Under-20, nel 1999 viene convocato da Marco Tardelli per l'amichevole della Nazionale Under-21 contro i pari età della Turchia. Con gli Azzurrini disputa complessivamente 9 partite con 2 reti.

## Calcioscommesse
Nel mese di agosto 2012 viene iscritto nel registro degli indagati dalla Procura di Bari per frode sportiva in riguardo ad alcune partite del Bari truccate in passato, insieme ad altri suoi ex compagni.
Il 16 luglio 2013 il calciatore viene condannato in primo grado dalla Commissione Disciplinare Nazionale della FIGC a sei mesi di squalifica per omessa denuncia.
Il 27 luglio la Corte di Giustizia Federale FIGC gli riduce la squalifica a tre mesi.
Il 13 ottobre 2015 viene assolto, per non aver commesso il fatto, dalla Corte d'Appello di Bari in riferimento alla presunta combine di Salernitana-Bari del 23 maggio 2009.

## Statistiche

### Presenze e reti nei club
| Stagione          | Squadra           | Campionato        | Campionato | Campionato | Coppe nazionali | Coppe nazionali | Coppe nazionali | Coppe continentali | Coppe continentali | Coppe continentali | Altre coppe | Altre coppe | Altre coppe | Totale | Totale |
| Stagione          | Squadra           | Comp              | Pres       | Reti       | Comp            | Pres            | Reti            | Comp               | Pres               | Reti               | Comp        | Pres        | Reti        | Pres   | Reti   |
| ----------------- | ----------------- | ----------------- | ---------- | ---------- | --------------- | --------------- | --------------- | ------------------ | ------------------ | ------------------ | ----------- | ----------- | ----------- | ------ | ------ |
| 1997-1998         | Atalanta          | A                 | 0          | 0          | CI              | 2               | 0               | -                  | -                  | -                  | -           | -           | -           | 2      | 0      |
| 1998-1999         | Atalanta          | B                 | 20         | 3          | CI              | 1               | 0               | -                  | -                  | -                  | -           | -           | -           | 21     | 3      |
| ago.-set. 1999    | Atalanta          | B                 | 0          | 0          | CI              | 5               | 1               | -                  | -                  | -                  | -           | -           | -           | 5      | 1      |
| set. 1999-2000    | Pistoiese         | B                 | 26+1       | 2+1        | CI              | -               | -               | -                  | -                  | -                  | -           | -           | -           | 27     | 3      |
| set.-ott. 2000    | Inter             | A                 | 1          | 0          | CI              | 2               | 0               | UCL+CU             | 0+1                | 1                  | SI          | 1           | 0           | 5      | 1      |
| ott. 2000-2001    | Torino            | B                 | 22         | 2          | CI              | -               | -               | -                  | -                  | -                  | -           | -           | -           | 22     | 2      |
| 2001-2002         | Atalanta          | A                 | 22         | 1          | CI              | 2               | 1               | -                  | -                  | -                  | -           | -           | -           | 24     | 2      |
| Totale Atalanta   | Totale Atalanta   | Totale Atalanta   | 42         | 4          |                 | 10              | 2               |                    | -                  | -                  |             | -           | -           | 52     | 9      |
| 2002-2003         | Sampdoria         | B                 | 27         | 3          | CI              | 5               | 1               | -                  | -                  | -                  | -           | -           | -           | 32     | 4      |
| 2003-gen. 2004    | Sampdoria         | A                 | 2          | 0          | CI              | 2               | 0               | -                  | -                  | -                  | -           | -           | -           | 4      | 0      |
| gen.-giu. 2004    | Piacenza          | B                 | 23         | 4          | CI              | -               | -               | -                  | -                  | -                  | -           | -           | -           | 23     | 4      |
| 2004-2005         | Livorno           | A                 | 19         | 3          | CI              | 4               | 1               | -                  | -                  | -                  | -           | -           | -           | 23     | 4      |
| 2005-gen. 2006    | Ascoli            | A                 | 6          | 0          | CI              | 0               | 0               | -                  | -                  | -                  | -           | -           | -           | 6      | 0      |
| gen.-giu. 2006    | Sampdoria         | A                 | 12         | 0          | CI              | 3               | 0               | CU                 | -                  | -                  | -           | -           | -           | 15     | 0      |
| Totale Sampdoria  | Totale Sampdoria  | Totale Sampdoria  | 41         | 3          |                 | 10              | 1               |                    | -                  | -                  |             | -           | -           | 51     | 4      |
| 2006-gen. 2007    | Brescia           | B                 | 18         | 0          | CI              | 1               | 0               | -                  | -                  | -                  | -           | -           | -           | 19     | 0      |
| gen.-giu. 2007    | Spezia            | B                 | 17+1       | 8          | CI              | -               | -               | -                  | -                  | -                  | -           | -           | -           | 18     | 8      |
| 2007-gen. 2008    | Spezia            | B                 | 17         | 1          | CI              | 1               | 0               | -                  | -                  | -                  | -           | -           | -           | 18     | 0      |
| gen.-giu. 2008    | Pisa              | B                 | 11+2       | 1+1        | CI              | -               | -               | -                  | -                  | -                  | -           | -           | -           | 13     | 2      |
| ago. 2008         | Pisa              | B                 | 1          | 1          | CI              | 1               | 1               | -                  | -                  | -                  | -           | -           | -           | 2      | 2      |
| Totale Pisa       | Totale Pisa       | Totale Pisa       | 12+2       | 2+1        |                 | 1               | 1               |                    | -                  | -                  |             | -           | -           | 15     | 4      |
| ago. 2008-2009    | Bari              | B                 | 16         | 3          | -               | -               | -               | -                  | -                  | -                  | -           | -           | -           | 16     | 3      |
| 2009-2010         | Verona            | 1D                | 23+4       | 3          | CI+CI-LP        | 0+2             | 2               | -                  | -                  | -                  | -           | -           | -           | 29     | 5      |
| 2010-2011         | Spezia            | 1D                | 27         | 3          | CI+CI-LP        | -               | -               | -                  | -                  | -                  | -           | -           | -           | 27     | 3      |
| Totale Spezia     | Totale Spezia     | Totale Spezia     | 61+1       | 12         |                 | 1               | 0               |                    | -                  | -                  |             | -           | -           | 63     | 12     |
| ago.-dic. 2011    | Pistoiese         | D                 | 7          | 1          | -               | -               | -               | -                  | -                  | -                  | -           | -           | -           | 7      | 1      |
| dic.2011-2012     | Tuttocuoio        | D                 | 20         | 12         |                 |                 |                 | -                  | -                  | -                  | -           | -           | -           | 20     | 12     |
| 2012-2013         | Tuttocuoio        | D                 | 27         | 19         | CI-D            | 1               | 1               | -                  | -                  | -                  | -           | -           | -           | 28     | 20     |
| 2013-2014         | Tuttocuoio        | 2D                | 12+2       | 4          | CI-LP           | 0               | 0               | -                  | -                  | -                  | -           | -           | -           | 22     | 5      |
| 2014-2015         | Tuttocuoio        | LP                | 31         | 12         | CI-LP           | 2               | 2               | -                  | -                  | -                  | -           | -           | -           | 33     | 14     |
| 2015-2016         | Tuttocuoio        | LP                | 7          | 1          | CI+CI-LP        | 2+0             | 0               | -                  | -                  | -                  | -           | -           | -           | 9      | 1      |
| Totale Tuttocuoio | Totale Tuttocuoio | Totale Tuttocuoio | 97+2       | 48         |                 | 5               | 3               |                    |                    |                    |             |             |             | 104    | 51     |
| gen.-giu. 2016    | Pistoiese         | LP                | 18         | 3          | CI-LP           | -               | -               | -                  | -                  | -                  | -           | -           | -           | 18     | 3      |
| 2016-2017         | Pistoiese         | LP                | 31         | 9          | CI-LP           | 2               | 0               | -                  | -                  | -                  | -           | -           | -           | 33     | 9      |
| Totale Pistoiese  | Totale Pistoiese  | Totale Pistoiese  | 82         | 16         |                 | 2               | 0               |                    | -                  | -                  |             | -           | -           | 84     | 16     |
| Totale carriera   | Totale carriera   | Totale carriera   | 462+10     | 99+2       |                 | 38              | 10              |                    | 1                  | 1                  |             | 1           | 0           | 512    | 112    |

## Palmarès

### Competizioni giovanili
- Campionato Primavera: 1

Atalanta: 1997-1998
- Trofeo Dossena: 1

Atalanta: 1997

### Competizioni nazionali
- Campionato italiano di Serie B: 3

Torino: 2000-2001
Bari: 2008-2009
Sampdoria: 2002-2003
- Campionato italiano Serie D: 1

Tuttocuoio: 2012-2013